# 一氧化硅
一氧化矽，分子式SiO，不溶於水。Si-O键长为150.7pm。SiO在1800℃真空中为黄褐色物质。一氧化矽不太穩定，在空氣中會氧化成二氧化矽，仅在高于1200℃才稳定。一氧化矽能溶於氫氟酸和硝酸的混合酸，其中並放出四氟化矽。一般它可由二氧化矽在真空中1300℃高溫下與純矽作用後迅速冷卻製得。

## 制备
一氧化硅可用如下反应制备：
{\displaystyle \mathrm {SiO_{2}+Si\to 2SiO} }